# Levélbolhák
A levélbolhák (Psylloidea) a rovarok (Insecta) osztályában a félfedelesszárnyúak (Hemiptera) rendjének egyik öregcsaládja.

## Megjelenésük, felépítésük
Apró, kabócaszerű, de azoknál jóval hosszabb csápú rovarok. Színük barnás vagy zöldes. Fejüket egy középső barázda két félre osztja. Szájszervük szúró-szívó.
Kétízű lábfejük két karomban végződik. Hátsó lábaikkal jól ugranak.
Egyszerűen, egy tőből erezett szárnyuk átlátszó. A szárny erezete fajspecifikus; fajhatározó bélyeg. Szárnyaikon nincs erezet nélküli szegély.
Lapított testű lárváik, nimfáik az imágóknál kevésbé mozgékonyak: fejlődésük második stádiumától nem járó-, hanem kapaszkodó lábaik vannak.

## Életmódjuk, élőhelyük
Az ősszel megtermékenyített, kifejlett nőstények telelnek át. Sárgás petéiket kora tavasszal, nagy tömegben rakják le a levelekre, termő hajtásokra. A lárvák a leveleken, fiatal hajtásokon telepekben szívogatnak. Bőséges, mézharmatszerű ürüléküktől a levelek fénylő-ragadós bevonatot kapnak; az édes bevonatot szívesen fogyasztják a hártyásszárnyú rovarok. A mézharmatos hajtásokon később a korompenész is megtelepedhet.
A levélbolhák szívogatta fiatal hajtások leszáradhatnak, a virágok, terméskezdemények lehullhatnak, a gyümölcs fejletlen maradhat. Emellett a gyümölcsök foltosodhatnak és ízükből is veszítenek; a levélbolhák kártétele akadályozza a következő évi termőrügyek kifejlődését is. A legtöbb faj egyetlen gazdanövényre specializálódott, amint ezt nevük is tükrözi.
Magyarországon három fő célpontjuk:
- a körte (Pyrus spp.) — füstös szárnyú körtelevélbolha (Psylla pyri), közönséges körtelevélbolha (Psylla pyricola), nagy körtelevélbolha (Psylla pyrisuga);
- az alma (Malus domestica) — almalevélbolha (Psylla mali) és
- a kőris (Fraxinus spp.) — kőrisfa-levélbolha (Psyllopsis fraxini).

A puszpáng fajokon (Buxus spp.) él a puszpáng-levélbolha (Psylla buxi), de kártétele nem számottevő.
A 2000-es években több, korábban csak a Mediterráneumból ismert faj települt be hazánkba:
- a perzsa selyemakácot (Albizia julibrissin) károsító selyemakác-levélbolha (Acizzia jamatonica);
- a vöröshagymát károsító hagyma-levélbolha (Trioza nigricornis),
- a sárgarépát és a petrezselymet szívogatja a murok-levélbolha (Trioza apicalis),
- júdásfa-levélbolha (Cacopsylla pulchella),[1]
- babér-levélbolha (Trioza alacris).[1]